# Senatorie
Senatorie ist ein italienischer/französischer Ausdruck. Er bezeichnet sowohl die Residenz als auch die Ausstattung eines Senators, also Gebäude, Personal und Einkünfte. Darüber hinaus wird der Ausdruck Senatorie auch als Bezeichnung für das Amt eines Senators verwendet.
Der Ausdruck kommt ursprünglich aus dem ersten römischen Kaiserreich, er wurde aber auch zur Zeit Kaiser Napoleons verwendet.